# 冲方丁
冲方 丁（うぶかた とう、1977年〈昭和52年〉2月14日 - ）は、日本の小説家・脚本家。日本SF作家クラブ会員。別名義に雲居 るい（くもい るい）。岐阜県各務原市出身。本名は藤野 峰男（ふじの みねお）
SF作品を中心に執筆し人気を博す中、時代小説『天地明察』（2009年）で、本屋大賞を受賞。2016年には、現代小説『十二人の死にたい子どもたち』も高評を得た。その他の作品に『光圀伝』（2012年）、『はなとゆめ』（2013年）などがある。

## 概要
1977年、岐阜県各務原市で生まれる。4歳から9歳までシンガポール、10歳から14歳までネパールで過ごす。その後、埼玉県立川越高等学校に入学。1996年、早稲田大学在学中に『黒い季節』で第1回スニーカー大賞の金賞を受賞し小説家デビュー。早稲田大学第一文学部中退。小説のみならずメディアを限定せず幅広く活動を展開する。日本SF作家クラブ会員。

## ペンネームの由来
暦の用語を並べたもの。生まれたのが1977年（丁巳）で、「丁」は火が爆ぜるという意味であることから、それに対して「冲」（氷が割れる音を意味する言葉）を持ってきた。「方」は「冷静さと熱意、それを職業にしていく」という意味がある。

## 作風
サイエンス・フィクション、ファンタジー、歴史小説、ミステリー、官能小説、ホラーなど幅広いジャンルの小説を執筆している。
小説で影響を受けた作家は、夢枕獏と栗本薫。そのあまりに強い影響＝呪縛から逃れるために、デビュー作執筆の際には、夢枕の『上弦の月を喰べる獅子』を鋸で裁断し、栗本の『魔界水滸伝』は学校の焼却炉に放り込んだ、と語っている。
少年時代を海外で暮らし日本語に飢えていたことから、日本語の表記にこだわりを持っており、凝った表記や趣向を凝らした文体を作中に好んで用いるようになった。
『ばいばい、アース』では造語をふんだんに用いた独特の言語センスと世界設定で注目を集める。
SF界隈での評価を高めた『マルドゥック・スクランブル』は黒丸尚による翻訳作品を意識した文体が用いられており、とりわけ終盤のギャンブルシーンの描写は絶賛されている。一方、前日譚である『マルドゥック・ヴェロシティ』では、記号の「/」や「=」を用いた「クランチ文体」が使用されており、異常な人格・おどろおどろしい風体を持ったサイボーグによる能力バトルが繰り広げられるというジェイムズ・エルロイや山田風太郎を意識したものとなっている。
また、角川書店と富士見書房から刊行されているシュピーゲル・シリーズではライトノベルでありながら身体障害や人種差別、宗教紛争といった重いテーマが取り上げられている。
『ばいばい、アース』のラブラック=ベル、『マルドゥック・スクランブル』のルーン・バロット、『シュピーゲル・シリーズ』の涼月・ディートリッヒ・シュルツなど戦闘美少女が主役に据えられることも多い。

## エピソード
家族は妻と息子と娘の4人家族。自宅は福島県福島市にあるが、2011年3月11日に発生した東日本大震災により母と妹夫婦の住む北海道池田町に避難した。しかし後に福島に戻っている。
2014年7月17日、自身の作品の二次創作を一定のルールの下で全面解禁することをブログ上で発表した。
2015年8月24日、別居中の妻への傷害容疑で逮捕された（のちに不起訴処分）。この事件の影響により、水戸市は予定していたNHKへの『光圀伝』の大河ドラマ化要望を見送った。冲方は留置場内での生活を「閉じ込められた9日間」として「週刊プレイボーイ」誌上で発表した。冲方自身は、自分が暴力を振るった事実はなく、この逮捕は「警察の勇み足」であったと主張している。
不定期でイベント「冲方サミット」を開催しており、出版関係者を交えて刊行作の紹介や執筆予定作品についてのトークを行う。
レッドブルが好き。

## 受賞・候補歴
太字は受賞
- 1996年 - 『黒い季節』で第1回スニーカー大賞（金賞）を受賞。
- 2003年 - 『マルドゥック・スクランブル』で第24回日本SF大賞を受賞[14]。
- 2004年 - 『マルドゥック・スクランブル』で第3回センス・オブ・ジェンダー賞候補。
- 2010年 - 『天地明察』で第31回吉川英治文学新人賞、2010年本屋大賞[15]、第7回北東文芸賞、第4回舟橋聖一文学賞を受賞。第143回直木三十五賞候補、第16回中山義秀文学賞候補。
- 2011年 - 『天地明察』で第4回大学読書人大賞を受賞。
- 2012年 - 『光圀伝』で第3回山田風太郎賞を受賞[16]。週刊朝日「2012年 歴史・時代小説ベスト10」第1位。
- 2013年 - 『光圀伝』で2013年本屋大賞候補[17]。
- 2017年 - 『十二人の死にたい子どもたち』で第156回直木三十五賞候補、第4回高校生直木賞候補。
- 2019年 - 『麒麟児』で第25回中山義秀文学賞候補。
- 2023年 - 『骨灰』で第169回直木三十五賞候補。

## 作品リスト

### ばいばい、アース
- ばいばい、アース（2000年12月 角川書店 上下巻）
  - 【分冊】ばいばい、アースI 理由の少女（2007年9月 角川文庫）
  - 【分冊】ばいばい、アースII 懐疑者と鍵（2007年10月 角川文庫）
  - 【分冊】ばいばい、アースIII 爪先立ちて望みしは（2007年11月 角川文庫）
  - 【分冊】ばいばい、アースIV 今ここに在る者（2008年2月 角川文庫）

### カオス レギオン
- カオス レギオン 聖戦魔軍篇（2003年2月 富士見ファンタジア文庫）
- カオス レギオン 0 招魔六陣篇（2003年3月 富士見ファンタジア文庫）
- カオス レギオン 01 聖双去来篇（2003年7月 富士見ファンタジア文庫）
- カオス レギオン 02 魔天行進篇（2003年12月 富士見ファンタジア文庫）
- カオス レギオン 03 夢幻彷徨篇（2004年5月 富士見ファンタジア文庫）
- カオス レギオン 04 天路哀憧篇（2004年7月 富士見ファンタジア文庫）
- カオス レギオン 05 聖魔飛翔篇（2004年12月 富士見ファンタジア文庫）

### ストーム・ブリング・ワールド
- カルドセプト創伝 ストーム・ブリング・ワールド 1 星の降る都市（2003年3月 MF文庫J）
  - 【改題】ストーム・ブリング・ワールド 1（2009年8月 MF文庫ダ・ヴィンチ）
- カルドセプト創伝 ストーム・ブリング・ワールド 2 星を輝かせる者（2003年4月 MF文庫J）
  - 【改題】ストーム・ブリング・ワールド 2（2009年10月 MF文庫ダ・ヴィンチ）

### マルドゥックシリーズ

#### マルドゥック・スクランブル
- マルドゥック・スクランブル The First Compression 圧縮（2003年5月 ハヤカワ文庫JA / 2010年10月 ハヤカワ文庫JA〔完全版〕）
- マルドゥック・スクランブル The Second Combustion  燃焼（2003年6月 ハヤカワ文庫JA / 2010年10月 ハヤカワ文庫JA〔完全版〕）
- マルドゥック・スクランブル The Third Exhaust 排気（2003年7月 ハヤカワ文庫JA / 2010年10月 ハヤカワ文庫JA〔完全版〕）
  - 【合本】マルドゥック・スクランブル 改訂新版（2010年9月 早川書房）- 上記〔完全版〕三冊の合本版

#### マルドゥック・ヴェロシティ
- マルドゥック・ヴェロシティ 1（2006年11月 ハヤカワ文庫JA / 2012年8月 ハヤカワ文庫JA〔新装版〕）
- マルドゥック・ヴェロシティ 2（2006年11月 ハヤカワ文庫JA / 2012年8月 ハヤカワ文庫JA〔新装版〕）
- マルドゥック・ヴェロシティ 3（2006年11月 ハヤカワ文庫JA / 2012年8月 ハヤカワ文庫JA〔新装版〕）

#### マルドゥック・アノニマス
- マルドゥック・アノニマス 1（2016年3月 ハヤカワ文庫JA）
- マルドゥック・アノニマス 2（2016年9月 ハヤカワ文庫JA）
- マルドゥック・アノニマス 3（2018年3月 ハヤカワ文庫JA）
- マルドゥック・アノニマス 4（2019年3月 ハヤカワ文庫JA）
- マルドゥック・アノニマス 5（2020年5月 ハヤカワ文庫JA）
- マルドゥック・アノニマス 6（2021年3月 ハヤカワ文庫JA）
- マルドゥック・アノニマス 7（2022年3月 ハヤカワ文庫JA）
- マルドゥック・アノニマス 8（2023年5月 ハヤカワ文庫JA）
- マルドゥック・アノニマス 9（2024年5月 ハヤカワ文庫JA）

#### 短編集
- マルドゥック・フラグメンツ（2011年5月 ハヤカワ文庫JA）

### シュピーゲルシリーズ

#### オイレンシュピーゲル
- オイレンシュピーゲル 壱 Black&Red&White（2007年1月 角川スニーカー文庫）
- オイレンシュピーゲル 弐 FRAGILE!!/壊れもの注意!!（2007年6月 角川スニーカー文庫）
- オイレンシュピーゲル 参 Blue Murder（2007年10月 角川スニーカー文庫）
- オイレンシュピーゲル 肆 Wag The Dog（2008年4月 角川スニーカー文庫）

#### スプライトシュピーゲル
- スプライトシュピーゲル I Butterfly&Dragnofly&Doneybee（2007年1月 富士見ファンタジア文庫）
- スプライトシュピーゲル II Seven Angels Coming（2007年7月 富士見ファンタジア文庫）
- スプライトシュピーゲル III いかづちの日と自由の朝（2007年10月 富士見ファンタジア文庫）
- スプライトシュピーゲル IV テンペスト（2008年4月 富士見ファンタジア文庫）

#### テスタメントシュピーゲル
- テスタメントシュピーゲル 1（2009年11月 角川スニーカー文庫）
- テスタメントシュピーゲル 2 上（2015年5月 角川スニーカー文庫）
- テスタメントシュピーゲル 2 下（2015年6月 角川スニーカー文庫）
- テスタメントシュピーゲル 3 上（2016年12月 角川スニーカー文庫）
- テスタメントシュピーゲル 3 下（2017年7月 角川スニーカー文庫）

### 剣樹抄
- 剣樹抄（2019年7月 文藝春秋 / 2021年10月 文春文庫）
- 剣樹抄 不動智の章（2021年11月 文藝春秋 / 2023年10月 文春文庫）
- 剣樹抄 インヘルノの章（2024年6月 文春文庫）

### ムーンライズ
- ムーンライズI ボーン・デイ（2025年4月 TO文庫）
- ムーンライズII シード・ブリンガー（2025年4月 TO文庫）
- ムーンライズIII エクリプス（2025年4月 TO文庫）

### ノンシリーズ
- 黒い季節（1996年6月 角川書店 / 2006年12月 角川書店 / 2010年8月 角川文庫）
- 微睡みのセフィロト（2002年4月 徳間デュアル文庫 / 2010年3月 ハヤカワ文庫JA）
- 天地明察（2009年11月 角川書店 / 2012年5月 角川文庫 上下巻）
- OUT OF CONTROL（2012年7月 ハヤカワ文庫JA）
- 光圀伝（2012年8月 角川書店 / 2015年6月 角川文庫 上下巻）
- もらい泣き（2012年8月 集英社 / 2015年8月 集英社文庫）
- はなとゆめ（2013年11月 KADOKAWA / 2016年7月 角川文庫）
- 十二人の死にたい子どもたち（2016年10月 文藝春秋 / 2018年10月 文春文庫）
- 戦の国（2017年10月 講談社 / 2020年8月 講談社文庫）
- 破蕾（2018年7月 講談社 / 2021年11月 講談社文庫） - 講談社文庫版は雲井るい名義で刊行
- 麒麟児（2018年12月 KADOKAWA / 2021年11月 角川文庫）
- アクティベイター（2021年1月 集英社 / 2025年1月 集英社文庫）
- 月と日の后（2021年9月 PHP研究所 / 2023年11月 PHP文芸文庫 上下巻）
- 骨灰（2022年12月 KADOKAWA）
- SGU 警視庁特別銃装班（2023年3月 TOブックス）
- マイ・リトル・ヒーロー（2023年3月 文藝春秋）

### ノベライズ
- 蒼穹のファフナー（2005年1月 電撃文庫）
  - 【改題】蒼穹のファフナー ADOLESCENCE（2013年2月 ハヤカワ文庫JA） - 「蒼穹のファフナー RIGHT OF LEFT」のシナリオを追加収録
- シュヴァリエ（2006年8月 日経BP社）- 共著：文芸アシスタント
- 小説 BLAME! 大地の記憶（2017年5月 講談社）
- 十一人の賊軍（2024年7月 講談社文庫） - 原案：笠原和夫、脚本：池上純哉

### エッセイ
- 冲方式ストーリー創作塾（2005年6月 宝島社）
  - 【改題】冲方丁のライトノベルの書き方講座（2008年5月 宝島社文庫 / 2011年11月 このライトノベルがすごい！文庫）
- 冲方式「アニメ＆マンガ」ストーリー創作塾（2009年1月 宝島社）
  - 【改題】冲方丁の「アニメ＆マンガ」ストーリー創作の極意（2013年2月 宝島社文庫）
- にすいです。 冲方丁対談集（2013年1月 角川書店）
- 偶然を生きる（2016年3月 角川新書）
- 冲方丁のこち留 こちら渋谷警察署留置所（2016年8月 集英社インターナショナル）
- 生き残る作家、生き残れない作家 冲方塾・創作講座（2021年4月 早川書房）
- サタデーエッセー 冲方丁の読むラジオ（2023年10月 集英社文庫）

### アンソロジー収録作品
- 月の無い夜の天使祝詞（『運命の覇者』1997年2月 角川書店）
- オイレンシュピーゲル 三匹のタンタン・タカタカ・タンタンタン（『S RED ザ・スニーカー100号記念アンソロジー』2010年6月 角川スニーカー文庫）
- 神星伝（『SF JACK』2013年2月 角川書店 / 2016年2月 角川文庫）
- 真紅の米（『決戦！関ヶ原』2014年11月 講談社 / 2017年7月 講談社文庫）
- 雁首仲間（『サイドストーリーズ』2015年3月 角川文庫）
- 黄金児（『決戦！大阪城』2015年5月 講談社 / 2017年11月 講談社文庫）
- 純白き鬼札（『決戦！本能寺』2015年11月 講談社 / 2018年3月 講談社文庫 / 『光秀 歴史小説傑作選』2019年9月 PHP文芸文庫）
- 五宝の矛（『決戦！川中島』2016年5月 講談社 / 2018年7月 講談社文庫）
- オーガストの命日（『マルドゥック・ストーリーズ 公式二次創作集』2016年9月 ハヤカワ文庫JA）
- 覇舞謡（『決戦！桶狭間』2016年11月 講談社 / 2019年4月 講談社文庫）
- スプリンガー（『攻殻機動隊小説アンソロジー』2017年3月 講談社）
- バイシクル（『I Love Father 書き下ろしミステリアンソロジー』2017年6月 宝島社 / 『泣ける！ミステリー 父と子の物語』2019年6月 宝島社文庫）
- 燃ゆる病葉（『決戦！関ヶ原2』2017年7月 講談社 / 2019年8月 講談社文庫）
- 死争の譜 〜天保の内訌〜（『宮内悠介リクエスト！博奕のアンソロジー』2019年1月 光文社 / 2020年2月 光文社文庫）

### 漫画原作

#### オリジナル
- ピルグリム・イェーガー（2002年 - 2006年 ヤングキングコミックス 全6巻）- 作画：伊藤真美
- 激闘!! PSY玉県!!（2005年 未単行本化）- 作画：山田秋太郎
- サンクチュアリ THE 幕狼異新（2010年 - 2011年 ジャンプコミックスデラックス 全2巻）- 作画：野口賢
- ガーゴイル（2014年 - 2015年 ヤングキングアワーズコミックス 全4巻）- 作画：近藤るるる

#### コミカライズ
- シュヴァリエ（2005年 - 2009年 マガジンZKC 全8巻）- 作画：夢路キリコ
- オイレンシュピーゲル（2009年 角川コミックス・エース 全1巻）- 作画：曽我部修司
- マルドゥック・スクランブル（2010年 - 2012年 講談社コミックス 全7巻）- 作画：大今良時
- オイレンシュピーゲル（2010年 - 2013年 シリウスKC 全7巻）- 作画：二階堂ヒカル
- スプライトシュピーゲル（2010年 ヤングキングコミックス 全1巻）- 作画：さめだ小判
- 天地明察（2011年 - 2015年 アフタヌーンKC 全9巻）- 作画：槇えびし
- スプライトシュピーゲル（2011年 - 2013年 ヤングキングアワーズコミックス 全3巻）- 作画：中嶋ヤマト
- 光圀伝（2012年 - 2015年 角川コミックス・エース 全4巻 / 2019年 KADOKAWA【愛蔵版】 上下巻）- 作画：三宅乱丈
- 地球生まれのあなたへ（2014年 KCデザート 全1巻）- 作画：馬瀬あずさ
- 十二人の死にたい子どもたち（2017年 - 2019年 アフタヌーンKC 全3巻）- 作画：熊倉隆敏
- マルドゥック・デーモンズ（2019年 シリウスKC 上下巻）- 作画：皆本形介
- ばいばい、アース（2020年 - ヤングキングアワーズコミックス）- 作画：麻日隆

### ムック
- 冲方丁公式読本（2010年11月 洋泉社 / 2013年2月 宝島社文庫）
- Newtype Library 冲方丁（2010年12月 角川書店）
- 『光圀伝』謎解き散歩（2015年7月 新人物文庫）

### その他共著
- 泣いたあとは、新しい靴をはこう。 10代のどうでもよくない悩みに作家が言葉で向き合ってみた（2019年12月 ポプラ社）
- SFの書き方 「ゲンロン 大森望 SF創作講座」全記録（2017年4月 早川書房） - 講師の1人として参加
- 世界SF作家会議（2021年4月 早川書房） - 出演したテレビ番組の書籍化

## 映像作品

### テレビアニメ
2004年
- 蒼穹のファフナー（文芸統括（第1話-第15話）・シリーズ構成（第16話-）・脚本）

2005年
- 蒼穹のファフナー RIGHT OF LEFT（脚本）

2006年
- シュヴァリエ 〜Le Chevalier D'Emon〜（2006年 - 2007年、原作・シリーズ構成・脚本）

2007年
- REIDEEN（文芸協力）
- ヒロイック・エイジ（ストーリー原案・シリーズ構成・脚本）

2014年
- PSYCHO-PASS サイコパス 2（シリーズ構成・脚本協力）

2015年
- 蒼穹のファフナー EXODUS（シリーズ構成・脚本）
- 攻殻機動隊 ARISE ALTERNATIVE ARCHITECTURE（シリーズ構成・脚本）

2019年
- PSYCHO-PASS サイコパス 3（シリーズ構成・脚本）

2022年
- RWBY 氷雪帝国（シリーズ構成・脚本）

### 劇場アニメ
2010年
- マルドゥック・スクランブル（2010年 - 2012年、原作・脚本）
- 蒼穹のファフナー HEAVEN AND EARTH（脚本）

2013年
- 攻殻機動隊 ARISE（2013年 - 2014年、シリーズ構成・脚本）

2015年
- 攻殻機動隊 新劇場版（脚本）

2019年
- 蒼穹のファフナー THE BEYOND（2019年 - 2021年、シリーズ構成・脚本）
- HUMAN LOST 人間失格（ストーリー原案・脚本）

2020年
- PSYCHO-PASS サイコパス 3 FIRST INSPCTOR（シリーズ構成・脚本）

2023年
- 蒼穹のファフナー BEHIND THE LINE（脚本）
- 劇場版 PSYCHO-PASS サイコパス PROVIDENCE（構成・脚本）

### Webアニメ
- ムーンライズ（2024年、原作）[18]

### 実写映画
- 天地明察（2012年、原作）
- 十二人の死にたい子どもたち（2019年、原作）

### テレビドラマ
- 剣樹抄〜光圀公と俺〜（2021年、原作）

### Webドラマ
- さらば、銃よ 警視庁特別銃装班（2023年、原案）

## ゲームシナリオ
- 『EAT LEAD　マット・ハザードの逆襲』 日本語版シナリオ
- 『カルドセプト サーガ』 シナリオ
- 『セガガガ』 シナリオ
- 『シェンムー』 シナリオ

## 映画・テレビ・ラジオ出演
- 映画「立喰師列伝」（2006年、監督押井守）
- 金曜スーパープライム（2010年10月1日、日本テレビ）
- ANA WORLD AIR CURRENT[19] (2013年11月16日、J-WAVE)
- オーディオドラマ「天地明察」（2015年、安井算知）